# Rutidosoma
Rutidosoma är ett släkte av skalbaggar som beskrevs av Stephens 1831. Rutidosoma ingår i familjen vivlar.
Kladogram enligt Catalogue of Life och Dyntaxa:
| Rutidosoma | \| \| Rutidosoma fallax \| \| \| \| \| \| Rutidosoma globula \| \| \| \| \| \| Rutidosoma globulus \| \| \| \| |
|            | \| \| Rutidosoma fallax \| \| \| \| \| \| Rutidosoma globula \| \| \| \| \| \| Rutidosoma globulus \| \| \| \| |
|            | Rutidosoma fallax                                                                                              |
|            | |
|            | Rutidosoma globula                                                                                             |
|            | |
|            | Rutidosoma globulus                                                                                            |
|            | |